# Georg Sieber
Georg Sieber (* 3. April 1935 in Münster/Westfalen) ist ein deutscher Psychologe und Organisationsberater, der insbesondere aufgrund seiner Arbeit für die Münchner Polizei im Vorfeld des Olympia-Attentats von 1972 einer breiteren Öffentlichkeit als Münchner Polizeipsychologe bekannt wurde.

## Leben
Nach dem Abitur in Büren studierte Sieber Homiletik in Rom und ab 1958 Psychologie an der Ludwig-Maximilians-Universität München. Nach dem Abschluss des Studiums als Diplom-Psychologe war Sieber zunächst in der Marktforschung tätig. 1964 gründete er in München die Studiengruppe für politologische Psychologie- und Kommunikationsforschung (Poko), die sich im Auftrag verschiedener Bundesländer insbesondere mit Auswahl- und Ausbildungsfragen der Polizei befasste.
Daraus ging 1979 die Intelligenz System Transfer GmbH, München hervor – ein psychologisches Beratungsunternehmen, das sich inzwischen zu einem Netzwerk mit 14 Standorten in Deutschland und Westeuropa entwickelt hat und sich ausgehend von der angewandten Psychologie mit Fragestellungen in unterschiedlichsten Bereichen der Wirtschaft und Verwaltung befasst. Neben der Entwicklung psychologischer Messmethoden liegen die Arbeitsgebiete insbesondere in den Bereichen Management, Sicherheit, Produkt-, Bedien- und Nutzraumgestaltung.
Darüber hinaus bietet Sieber historisch-psychologische Seminare an, in denen sich die Teilnehmer aus psychologischer Perspektive mit Klassikern wie beispielsweise Niccolò Machiavellis „Der Fürst“ (Il Principe) im Hinblick auf modernes Management auseinandersetzen.

### Polizeipsychologe
1968 wurde Sieber vom damaligen Münchner Polizeipräsidenten Manfred Schreiber als psychologischer Berater engagiert. Diese Funktion hatte zuvor Rolf Umbach. Zu Siebers Aufgaben gehörte es, die Schutzpolizei für den Einsatz bei Studentendemonstrationen psychologisch zu schulen. Nachdem Sieber während seines Studiums Mitglied des Sozialistischen Deutschen Studentenbundes (SDS) gewesen war, kannte er diese Einsatzsituation. Seine Prämisse war, dass in einem „demokratischen Staat die Polizei grundsätzlich die Pflicht hat, Demonstranten zu schützen.“

### Münchner Linie
Ende der 1960er Jahre entwickelte Sieber für die Münchner Polizei ein Einsatzkonzept zur kontrollierten Deeskalation bei Demonstrationen, Umzügen und ähnlichen Ereignissen, das als Münchner Linie – polizeiintern auch: integrierter Einsatz – weit über München hinaus bekannt wurde. Das Konzept basiert auf der Analyse von Polizeieinsätzen im Zusammenhang mit Konfrontationen zwischen Polizei und demonstrierenden Bürgern. Sieber kam dabei zu dem Ergebnis, dass Einsätze, bei denen mit Sperren und Kordons eine Front gebildet wird, Tätlichkeiten und Gewalt provozieren. Er vermied daher konsequent solche Fronten und bezog sich dabei unter anderem auf Mao Tse-tungs „Theorie des Guerrillakrieges“. Nach diesem Konzept sollten Polizeibeamte in die Demonstration einsickern und ein Teil davon werden. Eine Polizei, die den Demonstranten nicht frontal, sondern individuell begegnet, könne Gewalt durch Gespräche ersetzen, so Sieber.

### Münchner Olympia-Attentat und Sarah Morris „1972“
Im Vorfeld der Olympischen Sommerspiele 1972 in München entwickelte Sieber für die Organisatoren der Spiele 26 Einsatzlagen, auf die sich die Sicherheitskräfte vorbereiten sollten. Szenario 21 beschrieb das Eindringen einer Gruppe palästinensischer Terroristen in die Unterkunft der israelischen Delegation im olympischen Dorf und die Ermordung von ein oder zwei Geiseln, um den Forderungen nach einer Freilassung von Gefangenen in israelischen Gefängnissen und einem Flugzeug für die Flucht in ein arabisches Land Nachdruck zu verleihen.
Dies beschrieb ziemlich genau, was am 5. September 1972 tatsächlich geschah und als „Münchner Olympia-Attentat“ die Welt erschütterte. Allerdings passte Siebers Szenario nicht zum Konzept der „heiteren Spiele“ (offizielles Motto) und eines „Fests des Friedens“. Statt die Sicherheitsmaßnahmen anzupassen, stuften die Organisatoren die vorhersehbaren Risiken herab. Das Ergebnis war eine völlig unzureichende Vorbereitung der Sicherheitsmaßnahmen und in der Folge das Fiasko einer gescheiterten Befreiungsaktion mit 17 Toten – elf israelischen Sportlern, einem Polizisten und fünf Terroristen. Da Sieber „sich schnell überflüssig fühlte angesichts der Übernahme der Verhandlungen durch deutsche Politiker, die Münchner Polizei und den israelischen Geheimdienst, die eine sich zu seinen Vorschlägen und Lösungsmodellen konträr verhaltende Strategie einschlugen“, kündigte er am selben Tag seine Zusammenarbeit mit der Münchner Polizei. Der Münchner Polizeipräsident Schreiber räumte in der Folge ein, dass die Polizei auf eine derartige Situation „überhaupt nicht vorbereitet“ war.
Die amerikanische Künstlerin und Filmemacherin Sarah Morris hat in ihrem 2008 uraufgeführten Film 1972 die Ereignisse rund um das Olympia-Attentat aufgearbeitet als einen „Versuch, etwas optimistisch zu gestalten, der dann leider von der Wirklichkeit zerschlagen wurde.“ Im Mittelpunkt ihres 38-minütigen Films steht ein Interview mit Georg Sieber, in dem er seine Sicht der Ereignisse schildert.
In einer ZDF-Verfilmung aus dem Jahre 2012 unter dem Titel München 72 – Das Attentat wird ebenfalls Siebers Rolle thematisiert. Er wird darin von Kai Lentrodt gespielt.

## Ehrungen
Wilhelmine-Lübke-Preis des Kuratoriums Deutsche Altershilfe (KDA) 1974 für das Buch „Die Altersrevolution“.

## Publikationen (Auswahl)
- Achtung Test. Psychologische Testverfahren – was man von ihnen erwarten darf. Reinbek bei Hamburg: Rowohlt Taschenbuch Verlag, 1971. ISBN 3-499-16683-6.
- Krankenpflege-Report. Betten in Reih und Glied. Köln: Verlag Wissenschaft und Politik, 1974. ISBN 3-8046-8487-4.
- Die Altersrevolution. Reinbek bei Hamburg: Rowohlt Taschenbuch Verlag, 1974. ISBN 3-499-16882-0. In den Niederlanden veröffentlicht unter dem Titel: Ouder worden, morgen zal het anders zijn, Callenbach, 1972.
- Das Struwwelpeter Prinzip. Erfolgsstrategie für Manager. Die Lust zum Selbstvertrauen. München: Wirtschaftsverlag Langen-Müller/Herbig, 1976. ISBN 3-7844-7038-6.
- Konflikte und Ineffizienz im Krankenhaus. In: Strunk, Andreas (Hrsg.): Dienstleistungscontrolling: Strategien zur Innovationssteuerung im Sozial- und Gesundheitssystem. Baden-Baden: Nomos, 1996, S. 194–198. ISBN 978-3-7890-3892-1.
- Das BetrVG ist eines der besten Managementhandbücher? In: Boemke, Burkhard; Lembke, Mark; Linck, Rüdiger (Hrsg.): Festschrift für Gerrick Frhr. v. Hoyningen-Huene zum 70. Geburtstag. München: Beck, 2014, S. 469–476. ISBN 978-3-406-66200-3.
- Wer auf sich hält, beansprucht die Deutungshoheit: Warum Managementsprech so beliebt ist. In: Gradinger, Sebastian; Rösch, Robert (Hrsg.): Nachhaltig führen mit gesundem Menschenverstand. Wien: Goldegg Verlag, 2015. ISBN 978-3-902991-97-3.